# Sonata per pianoforte (Stravinskij)
La Sonata per pianoforte o nel titolo originale francese, Sonate pour piano, è una composizione di Igor' Fëdorovič Stravinskij del 1924. 

## Storia
Stravinskij compose questa sonata quando si trovava a Biarritz e successivamente a Nizza; l'iniziò il 21 agosto del 1924 e la completò il 21 ottobre di quell'anno.. Dopo aver completato il Concerto per pianoforte e fiati e memore della parte notevole data a questo strumento nella partitura de Les noces, il musicista si sentiva attratto sempre più dal suo timbro e decise di comporre un brano in più parti per pianoforte solo. Egli decise di chiamarlo sonata senza alcun riferimento alla forma classica, ma riallacciandosi al significato originale che indica un pezzo destinato al essere "suonato" e non "cantato". La prima fu eseguita dal compositore stesso al Festival di Donaueschingen nel mese di luglio del 1925.. Fu pubblicata nel 1925 da l’Edition Russe de Musique. È dedicata alla principessa Edmond de Polignac, Winnaretta Singer.

## Struttura
La sonata è composta da tre movimenti ed un'esecuzione dura mediamente tra i 9 e gli 11 minuti. 
1. ♩ = 112
2. Adagietto
3. ♩ = 112

In alcune registrazioni il primo movimento riporta il titolo Moderato, e il terzo Allegro moderato; comunque, questi titoli, o indicazioni agogiche, non sono presenti nello spartito originale.

## Analisi
Il primo e il terzo movimento sono in relazione tra loro: entrambi condividono le stesse indicazioni metronomiche ed entrambi sono in Forma-sonata, ciascuno con la sua Ripresa; inoltre, riguardo al materiale tematico, il primo tema suonato all'unisono dalle due mani all'inizio, a due ottave di distanza, si ripresenta nuovamente nella coda dell'ultimo movimento trasformato ed accentuato dalla parte ritmica. Il primo movimento sovrappone terzine e crome, mentre il terzo movimento, simile ad una invenzione, consiste di sedicesimi che lo rendono più animato. Il secondo movimento si avvicina ai movimenti lenti di Beethoven, che Stravinskij definiva uno dei "più grandi geni musicali" ed è un brano di grande intensità dove il musicista sembra sempre alternarsi, ora abbandonandosi a slanci espressivi, ora a rientrare subitaneamente con aspetti più tecnici di scale e trilli, realizzando in questo brano un affascinante gioco di luci ed ombre.